# カメハメハ (原子力潜水艦)
|           |                                  |
| 艦歴      |                                  |
| 発注:     | 1962年8月31日                    |
| 起工:     | 1963年5月2日                     |
| 進水:     | 1965年1月16日                    |
| 就役:     | 1965年12月10日                   |
| 退役:     | 2002年4月2日                     |
| その後:   | 原子力艦再利用プログラム         |
| 除籍:     | 2002年4月2日                     |
| 性能諸元  |                                  |
| 排水量:   | 基準 6,511 トン、満載 7,334 トン |
| 全長:     | 425 ft (129.5 m)                 |
| 全幅:     | 33 ft (10 m)                     |
| 吃水:     | 31 ft (9.4 m)                    |
| 機関:     | S5W型原子炉                      |
| 最大速:   |                                  |
| 兵員:     | 士官20名、兵員130名              |
| 兵装:     |                                  |
| モットー: | "Imua"/ "Kam do"                 |

カメハメハ(USS Kamehameha, SSBN/SSN-642)は、アメリカ海軍の原子力潜水艦。ベンジャミン・フランクリン級原子力潜水艦の3番艦。艦名はハワイ王国の国王カメハメハ1世に因む。本艦は君主に因んで命名された2隻のアメリカ海軍艦艇の内の1隻である。もう1隻は大陸海軍のアルフレッド(USS Alfred)である。

## 艦歴

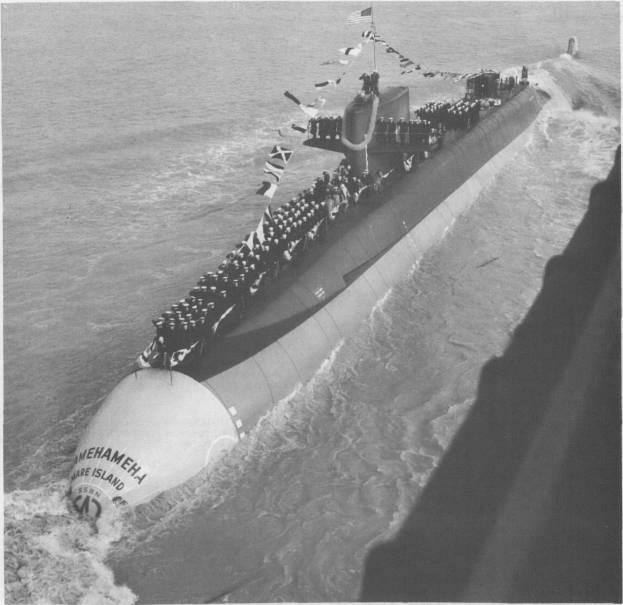
カメハメハの進水、1965年

カメハメハの建造は1962年8月31日にメア・アイランド海軍造船所に発注され、1963年5月2日に起工する。1965年1月16日にサミュエル・ワイルダー・キング夫人によって命名、進水し、1965年12月10日にブルー班艦長ロス・S・レドリック中佐およびゴールド班艦長ロバート・W・ディッキンソン中佐の指揮下就役した。
就役後、カメハメハはその多くの活動をスペインのロタを拠点として行った。
1992年7月にカメハメハはドライデッキ・シェルター(Dry Deck Shelter, DDS)が装着され、SSN-642 （攻撃型原子力潜水艦）に艦種変更された。艦種変更後はNavy SEALsの特殊任務に従事し、その司令は全てブルー班乗組員によって行われた。
カメハメハの弾道ミサイル潜水艦としての兵装は16発のポセイドン弾道ミサイルと21インチ魚雷発射管を10門装備していたが、DDSプラットフォーム改修後はミサイル発射装置は撤去され、魚雷のみを装備した。
20世紀が終了するとともに、カメハメハは現役任務に残る「自由のための41隻 41 for Freedom」最古の艦およびアメリカ海軍最古の潜水艦となった。カメハメハはほぼ37年におよぶアメリカ海軍原潜最長の現役記録を持つ。
カメハメハは2002年4月2日に退役し同日除籍された。2001年10月にワシントン州ブレマートンで原子力艦再利用プログラムに基づき解体が開始され、2003年2月28日に作業は完了した。カメハメハの装備の一部は真珠湾に収納され、潜望鏡はキトサップ海軍基地で展示されるウッドロウ・ウィルソン (USS Woodrow Wilson, SSBN-624) のために寄贈された。
艦のモットー「Imua」は、ハワイの言葉で「前進し克服する」の意味である。